# 14372 Paulgerhardt
14372 Paulgerhardt è un asteroide della fascia principale. Scoperto nel 1989, presenta un'orbita caratterizzata da un semiasse maggiore pari a 2,9973120 UA e da un'eccentricità di 0,0897679, inclinata di 9,78649° rispetto all'eclittica.